# Bộ Đà điểu
Bộ Đà điểu (Struthioniformes) là một bộ gồm các loài chim lớn, không biết bay có nguồn gốc từ Gondwana, phần lớn trong chúng hiện nay đã tuyệt chủng. Không giống như các loài chim không bay khác, các loài đà điểu không có xương chạc trên xương ức của chúng và như thế thiếu nơi neo đủ mạnh cho các cơ cánh của chúng, vì thế chúng không thể bay được mặc dù chúng có các cánh phù hợp cho việc bay lượn.
Phần lớn khu vực đại lục Gondwana cổ đã do các loài đà điểu chiếm lĩnh, hoặc có chúng cho đến thời gian tương đối gần đây.

## Các loài còn sinh tồn
- Đà điểu châu Phi là loài đà điểu lớn nhất hiện còn tồn tại. Thành viên lớn nhất của loài này có thể cao tới 3 m, cân nặng 135 kg và chạy nhanh hơn ngựa.
- Đà điểu Emu là loài đứng thứ hai về kích thước, cao tới 2 m và cân nặng khoảng 60 kg. Giống như đà điểu châu Phi, nó chạy nhanh, là loài chim đầy sức mạnh của đồng bằng và miền rừng.
- Cũng có nguồn gốc ở Australia và các đảo phía bắc là 3 loài Đà điểu đầu mào.[1] Chúng ngắn hơn Emu và có cơ thể rắn chắc, đà điểu đầu mào ưa thích các cánh rừng nhiệt đới rậm rạp. Chúng có thể rất nguy hiểm khi bị dồn vào thế bí hay khi chúng bị bất ngờ. Tại New Guinea, trứng của đà điểu đầu mào bị lấy đi và cho nở thành con non để ăn thịt như là một loại đặc sản, mặc dù có (hay có lẽ do) những rủi ro mà chúng gây ra đối với tính mạng con người.
- Các loài chim chạy nhỏ nhất là 5 loài chim kiwi ở New Zealand.[2] Kiwi có kích thước cỡ như gà, chúng nhút nhát và nóng tính. Chúng làm tổ trong các hang sâu và sử dụng cơ quan khứu giác phát triển cao để bới đất nhằm tìm kiếm các loài côn trùng nhỏ. Kiwi đáng chú ý vì chúng đẻ trứng có tỷ lệ rất lớn so với kích thước cơ thể. Trứng chim kiwi có thể tương đương với 15-20% trọng lượng cơ thể chim mái.
- Nam Mỹ có 2 loài đà điểu châu Mỹ[3] có kích thước trung bình, chạy nhanh trên những cánh đồng cỏ hoang (pampa) ở Nam Mỹ. Các cá thể lớn nhất của loài đà điểu Nam Mỹ lớn (Rhea americana) có thể cao tới 1,5 m và cân nặng 20 – 25 kg. Tại Nam Mỹ còn có 47 loài[4] trong 9 chi, bao gồm các loài chim nhỏ và cư trú dưới đất nhưng không phải là không bay được, thuộc họ Tinamidae và chúng có họ hàng gần với các loài đà điểu.

## Các loài tuyệt chủng
- Aepyornis, tức "chim voi" ở Madagascar, đã từng là loài chim lớn nhất được biết. Mặc dù chúng thấp hơn những con moa cao nhất, nhưng những cá thể to lớn nhất có thể cân nặng tới 450 kg. Có hai loài đã từng tồn tại khi con người di cư đến từ Borneo và châu Phi, có lẽ trong thế kỷ I. Cả hai dường như đã sống sót một thời gian khá dài: loài Aepyornis mullerornis nhỏ hơn có thể đã biến mất trước còn loài Aepyornis maximus to hơn có thể còn tồn tại cho đến tận đầu thế kỷ XVII.
- Họ Dinornithidae (moa) có ít nhất là 11 loài khác nhau từng sinh sống tại New Zealand cho đến khi con người bắt đầu xuất hiện nhiều tại đây vào thế kỷ XIII hay sớm hơn. Chúng có kích thước dao động trong khoảng từ cỡ như gà tây cho tới moa khổng lồ (Dinornis giganteus) với chiều cao đạt 3,3 m (11 ft) và cân nặng tới 250 kg (550 lb).[5] Giống như đà điểu đầu mào, moa chủ yếu sống trong các cánh rừng không có kẻ thù là các loài các động vật ăn thịt. Chúng được cho là bị tuyệt chủng vào khoảng năm 1500 do sự săn bắn trong vài trăm năm kể từ khi có sự định cư của con người. Tuy nhiên, một số người vẫn tin rằng các quần thể nhỏ có thể vẫn còn tồn tại trong các khu vực hoang vắng biệt lập cho tới thời gian gần đây.

Ngoài ra, các mảnh vỏ trứng tương tự như vỏ trứng của Aepyornis cũng được tìm thấy trên quần đảo Canary. Các mảnh này có niên đại tới Trung hay Hậu Miocen, và không có giả thuyết phù hợp nào đã được đề ra là chúng tới đây như thế nào do sự không chắc chắn về việc các đảo này có từng được nối liền với đại lục hay không.

## Tiến hóa và hệ thống học

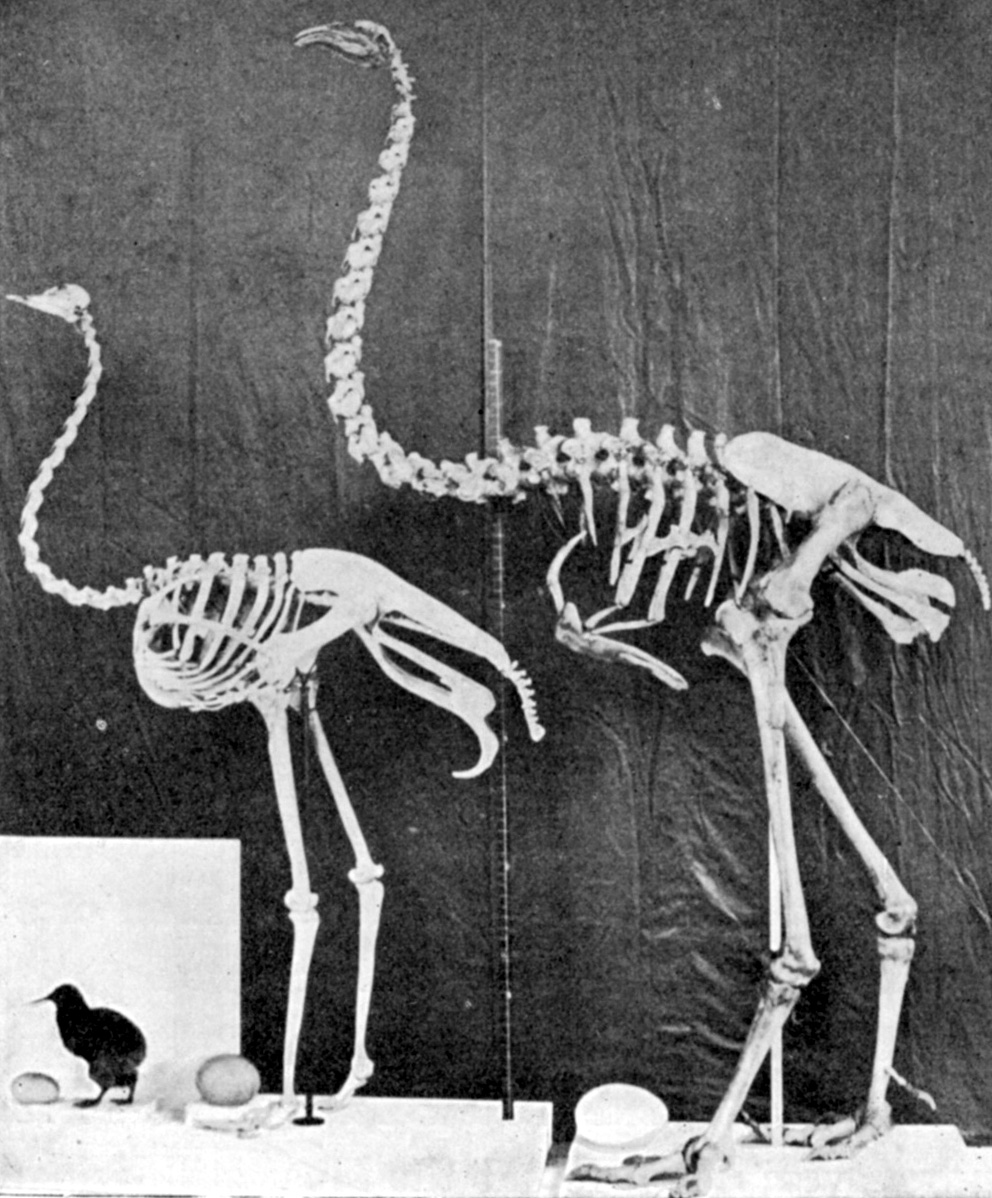
So sánh kiwi, đà điểu châu Phi và Dinornis, mỗi loài với trứng của nó.

HIện tại tồn tại 2 phương thức tiếp cận phân loại học trong phân loại chim chạy: phương thức thứ nhất, được sử dụng tại bài này, kết hợp các nhóm như là các họ trong bộ Struthioniformes, trong khi phương thức thứ hai cho rằng các dòng dõi đã tiến hóa chủ yếu là độc lập với nhau và vì thế nâng các họ lên cấp bộ (như Rheiformes, Casuariiformes, Apterygiformes v.v.).
Một số nghiên cứu dựa trên hình thái học, miễn dịch học và trình tự DNA chỉ ra rằng các loài chim chạy là đơn ngành. Miêu tả truyền thống về tiến hóa của chim chạy là một nhóm xuất hiện ở dạng chim không bay tại Gondwana trong kỷ Creta, sau đó đã tiến hóa theo các hướng tách biệt do các châu lục bị trôi dạt ra xa nhau. Tuy nhiên, phân tích gần đây về biến thiên gen giữa các loài chim chạy lại mâu thuẫn với điều đó: phân tích DNA dường như chỉ ra rằng các loài chim chạy đã rẽ nhánh ra khỏi nhau quá gần đây để có thể chia sẻ cùng một tổ tiên Gondwana chung. Bên cạnh đó, hóa thạch Trung Eocen của "tiền-đà điểu" Palaeotis từ Trung Âu có thể ngụ ý rằng giả thuyết "ngoài Gondwana" là sai. Ngoài ra, phân tích gần đây với 20 gen hạt nhân đã đặt câu hỏi về tính đơn ngành của nhóm, gợi ý rằng các loài tinamou có thể bay được cũng gộp lại trong phạm vi dòng dõi chim chạy.
Nghiên cứu so sánh đối với toàn bộ trình tự DNA ti thể của các loài chim chạy còn sinh tồn cộng với 2 loài moa (khủng điểu) đặt moa tại vị trí cơ sở, tiếp theo là đà điểu châu Mỹ, tiếp nữa là đà điểu châu Phi, tiếp theo là kiwi, với đà điểu Úc (emu) và đà điểu đầu mào là các họ hàng gần gũi nhất. Một nghiên cứu khác lại đảo lại vị trí tương đối của moa và đà điểu châu Mỹ và chỉ ra rằng chim voi không phải là họ hàng gần của đà điểu châu Phi hay các loài chim chạy khác, trong khi nghiên cứu các gen hạt nhân lại chỉ ra là đà điểu châu Phi rẽ nhánh đầu tiên, tiếp theo là đà điểu châu Mỹ và tinamou, sau đó là kiwi tách ra từ đà điểu Úc và đà điểu đầu mào. Các nghiên cứu chia sẻ các niên đại rẽ nhánh ngụ ý rằng trong khi các tổ tiên của moa có thể từng tồn tại ở New Zealand kể từ khi nó tách ra khỏi các phần khác của Gondwana, các tổ tiên của kiwi dường như bằng một cách nào đó đã phát tán tới đây (New Zealand) từ Australia gần đây hơn, có lẽ thông qua cầu đất liền hay bằng cách "nhảy" qua các đảo. Theo các phân tích có sớm hơn thì đà điểu châu Phi dường như đã tới châu Phi theo một lộ trình nào đó sau khi nó tách khỏi Nam Mỹ (như bằng xâm lấn đại lục Á Âu và sau đó châu Phi tách ra khỏi Ấn Độ), nhưng các dữ liệu hạt nhân chỉ ra rằng đà điểu châu Phi rẽ nhánh đầu tiên có lẽ phù hợp với trình tự tách mảng kiến tạo của Gondwana. Các khía cạnh khác (nhưng không phải tất cả) trong cổ địa sinh học chim chạy là phù hợp với giả thuyết hình thành loài theo địa lý (sự chia tách kiến tạo mảng của Gondwana).
Các nghiên cứu bộ gen phát sinh loài gần đây gợi ý rằng tinamou trên thực tế có thể thuộc về nhóm này. Nếu như thế, nó làm cho nhóm 'chim chạy' trở thành cận ngành chứ không phải đơn ngành. Điều này cũng đặt ra câu hỏi đáng chú ý về tiến hóa của khả năng bay được và khả năng không bay được trong nhóm này, do chim chạy theo truyền thống được cho là có tổ tiên không bay được và là nhóm đơn ngành, trong khi sự rẽ nhánh của tinamou trong phạm vi dòng dõi chim chạy chỉ ra rằng hoặc là khả năng bay được đã tái tiến hóa ở tinamou, hoặc là đã mất đi ở các loài chim chạy khác.
Vào năm 2014, một phân tích phát sinh chủng loài DNA ti thể bao gồm cả các thành viên hóa thạch chỉ ra rằng tinamou lồng sâu bên trong nhóm đà điểu. Đà điểu châu Phi được đặt ở nhánh đầu tiên (cơ sở), tiếp theo là đà điểu Nam Mỹ, sau đó là nhánh chứa moa và tinamou, tiếp theo là hai nhánh cuối cùng, một nhánh chứa emu và đà điểu đầu mào, trong khi nhánh còn lại chứa chim voi và kiwi. Mối quan hệ chị-em của moa-tinamou là phù hợp với các phát hiện khác có sớm hơn cũng như đương thời, trong khi mối quan hệ chị-em của chim voi và kiwi thì là phát hiện mới. Hỗ trợ bổ sung cho điều này cũng thu được từ phân tích hình thái học.

## Ảnh hưởng đến văn minh loài người
Vào thời Ai Cập cổ đại, người ta dùng hình lông đà điểu để chỉ ý nghĩa chính nghĩa vì lông đà điểu tương đối bằng nhau.

## Các loài viễn tưởng
Chocobo trong loạt trò chơi điện tử Final Fantasy là loài chim viễn tưởng tương tự như các loài chim chạy. Trong các trò chơi này thì chocobo là một dạng phương tiện vận tải,và chúng được cưỡi và kéo xe tương tự như ngựa.
Đáng chú ý là roc (từ tiếng Ba Tư: رخ - rokh) thời Ả Rập trung cổ, theo truyền thuyết là loài chim tương tự như các loài đà điểu và đủ lớn để có thể nhấc bổng cả voi. Theo vài nguồn thì nó chính là đà điểu châu Phi. Quân xe trong cờ vua có lẽ có nguồn gốc từ đây.

## Hình ảnh

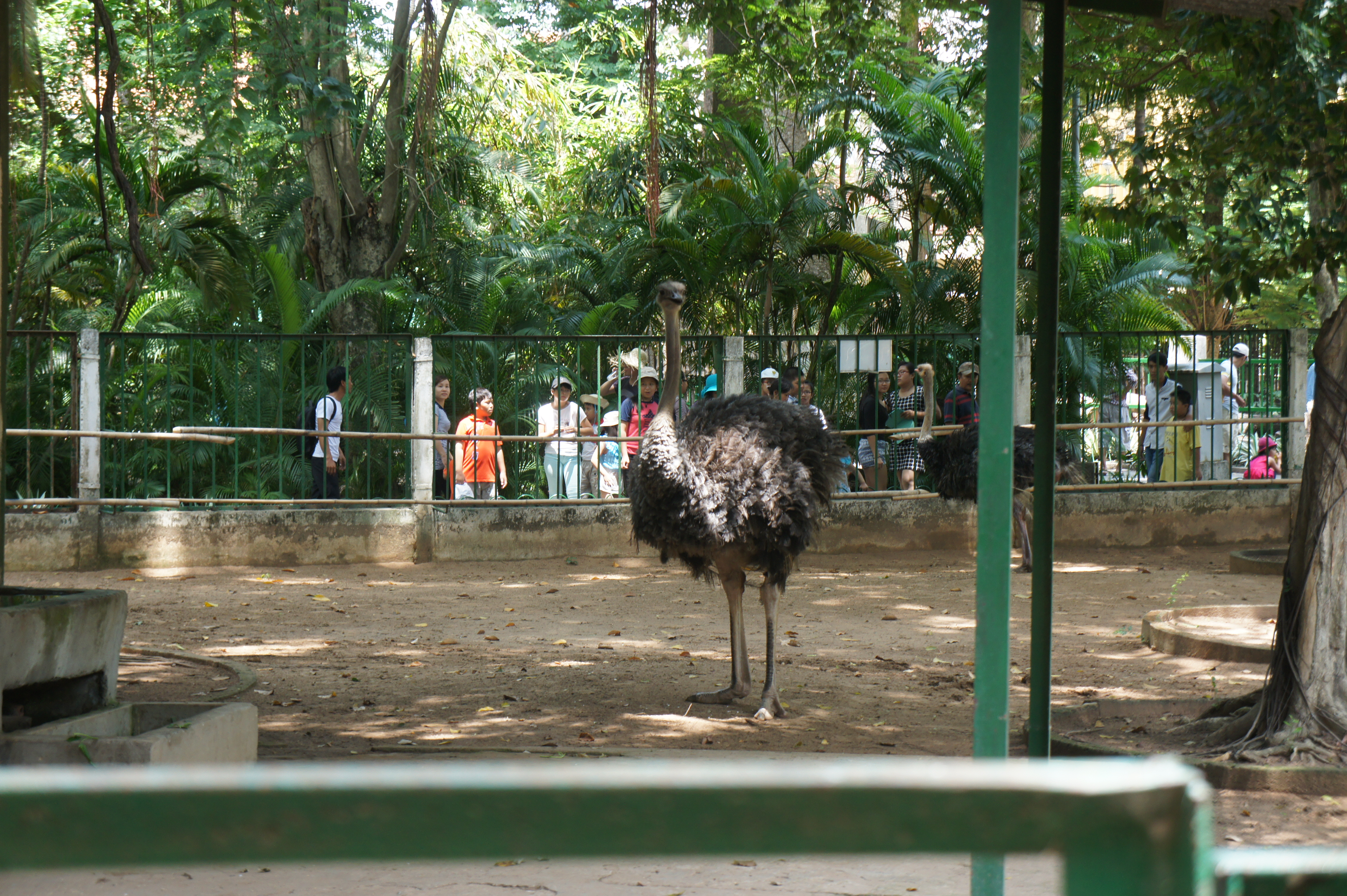
Một loài đà điểu tại Thảo Cầm viên Sài Gòn
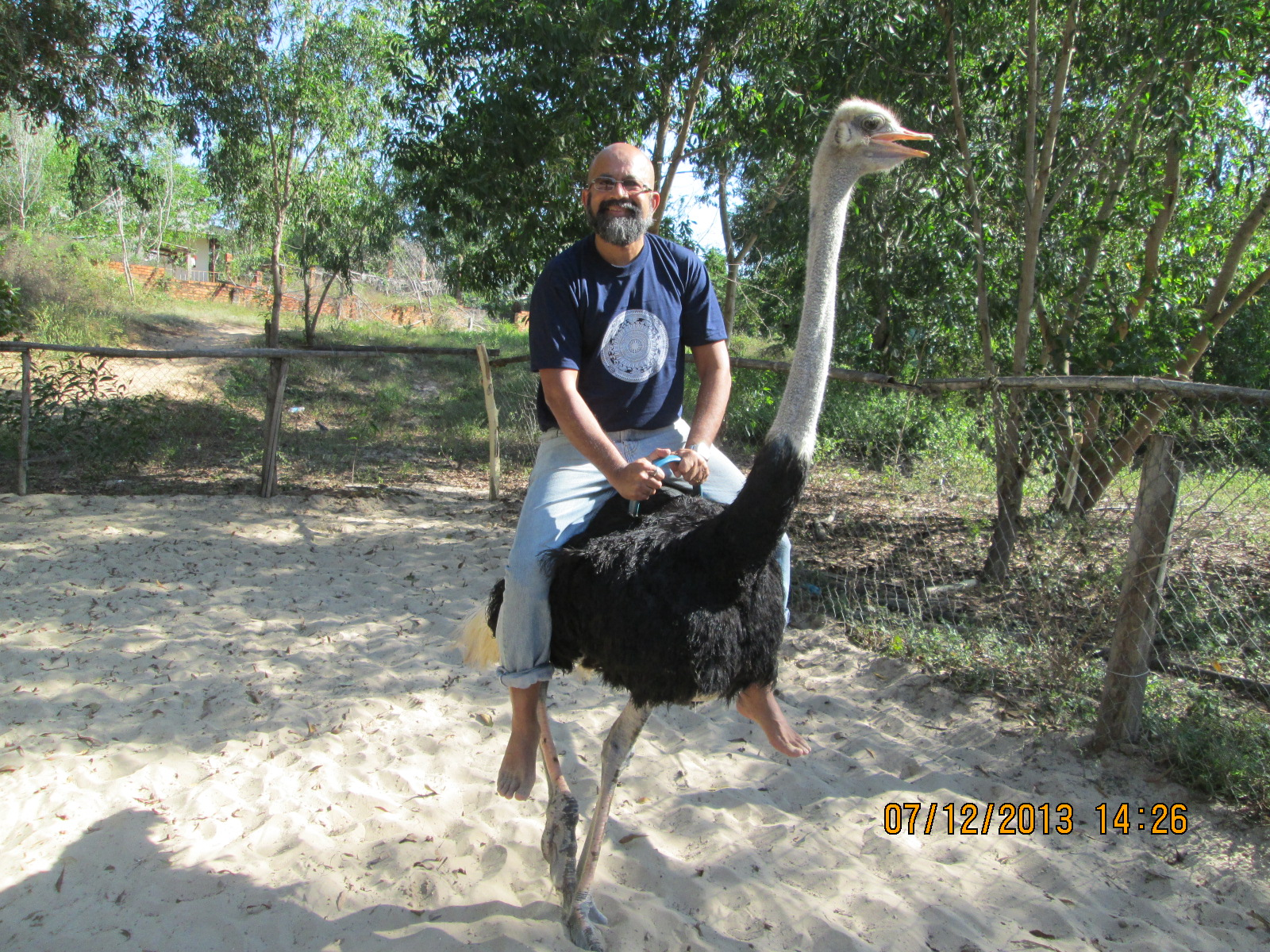
Du khách nước ngoài cưỡi đà điểu ở suối tiên, Mũi Né